# Guild Wars 2
Guild Wars 2 ist ein MMORPG für Windows. Es wurde, ebenso wie der Vorgänger Guild Wars, von ArenaNet entwickelt und vom Publisher NCsoft am 28. August 2012 erstmals veröffentlicht.
ArenaNet hatte bei dem Konzept hinter Guild Wars 2 die Vision, mit den damals im Spielsegment bestehenden Konventionen zu brechen und sie zu hinterfragen. Daher wurden, wie schon beim Vorgänger, auch hier keine monatlichen Gebühren veranschlagt. Das Grundspiel ist seit 30. August 2015, mit einigen Beschränkungen, kostenlos. Nach dem Kauf ist das Spiel dann, inklusive aller bis dato erschienenen Erweiterungen und ohne weitere Gebühren, unbegrenzt spielbar. Die Einnahmen werden ausschließlich durch die verkauften Einheiten und den im Spiel integrierten Item-Shop erzeugt.
Das Geschehen in Guild Wars 2 ist 250 Jahre nach dem ersten Teil angelegt. In dieser Zeit hat sich für die Bewohner des fiktiven Kontinents Tyria vieles verändert. Sie alle haben Veränderungen durchgemacht und sehen sich nun mit unterschiedlichen neuen Problemen und Gefahren konfrontiert. Die Schamanen regieren nicht mehr über die Charr, die Asura haben die Oberfläche besiedelt, die Norn wurden aus ihrer Heimat vertrieben, die Menschen haben große Gebiete verloren und die Sylvari erwachten aus den Blüten des Blassen Baumes.
Darüber hinaus wird Tyria noch von sechs urzeitlichen, mysteriösen Alt-Drachen angegriffen. Das zwingt die fünf großen Völker dazu, ihre lang gehegten Differenzen zu vergessen und Allianzen zu schmieden, um gegen die gemeinsame Bedrohung zu bestehen.

## Spielprinzip

### Karten
Die Landschaften von Tyria sind in viele, unterschiedlich große Karten unterteilt, die durch Portale verbunden sind. Die Mengen an Spielern werden hierbei durch das sogenannte Megaserver-System dynamisch auf mehrere Kopien der gleichen Karten verteilt, falls die maximale Spielerzahl einer Karte erreicht wurde. Bei der Aufteilung werden, soweit möglich, Gruppierungen wie gebildete Teams, Gilden oder sprachliche Grenzen berücksichtigt.
Um das Durchstreifen niederstufiger Gebiete für erfahrenere Charaktere nicht langweilig werden zu lassen, wurde ein weiteres System eingebaut, welches die Stufe und Werte der Spieler auf das Niveau der jeweiligen Gebiete absenkt. Dadurch soll das Spielerlebnis überall spannend gehalten werden.

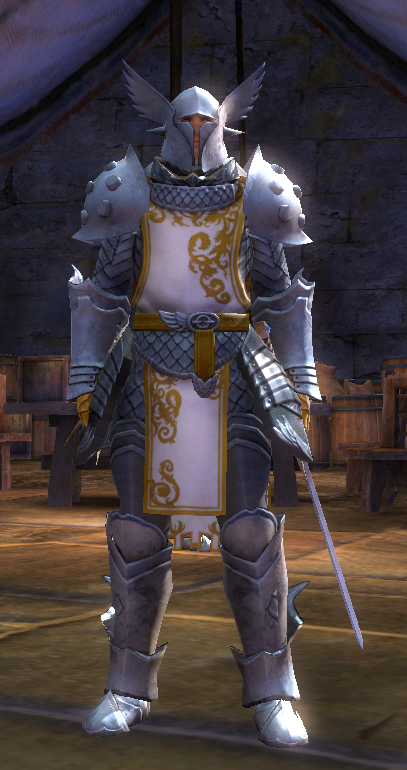
Ein Nicht-Spieler-Charakter im Spiel.

### Aufgaben
In Guild Wars 2 gibt es keinerlei „Quests“ im klassischen Sinne. Die Aufgaben, die es bei den verschiedenen NPCs zu erledigen gilt, werden stattdessen einfach eingeblendet, sobald man in ihre Reichweite kommt. Meist gibt es auch mehrere Lösungswege, zwischen denen man wählen oder hin und her wechseln kann, um den Aufgaben-Balken zu füllen. Auf den schwierigsten Karten gibt es sogar gar keine derartigen Aufgaben mehr. Dort ist das gesamte Geschehen nur noch aus dynamischen Events aufgebaut.

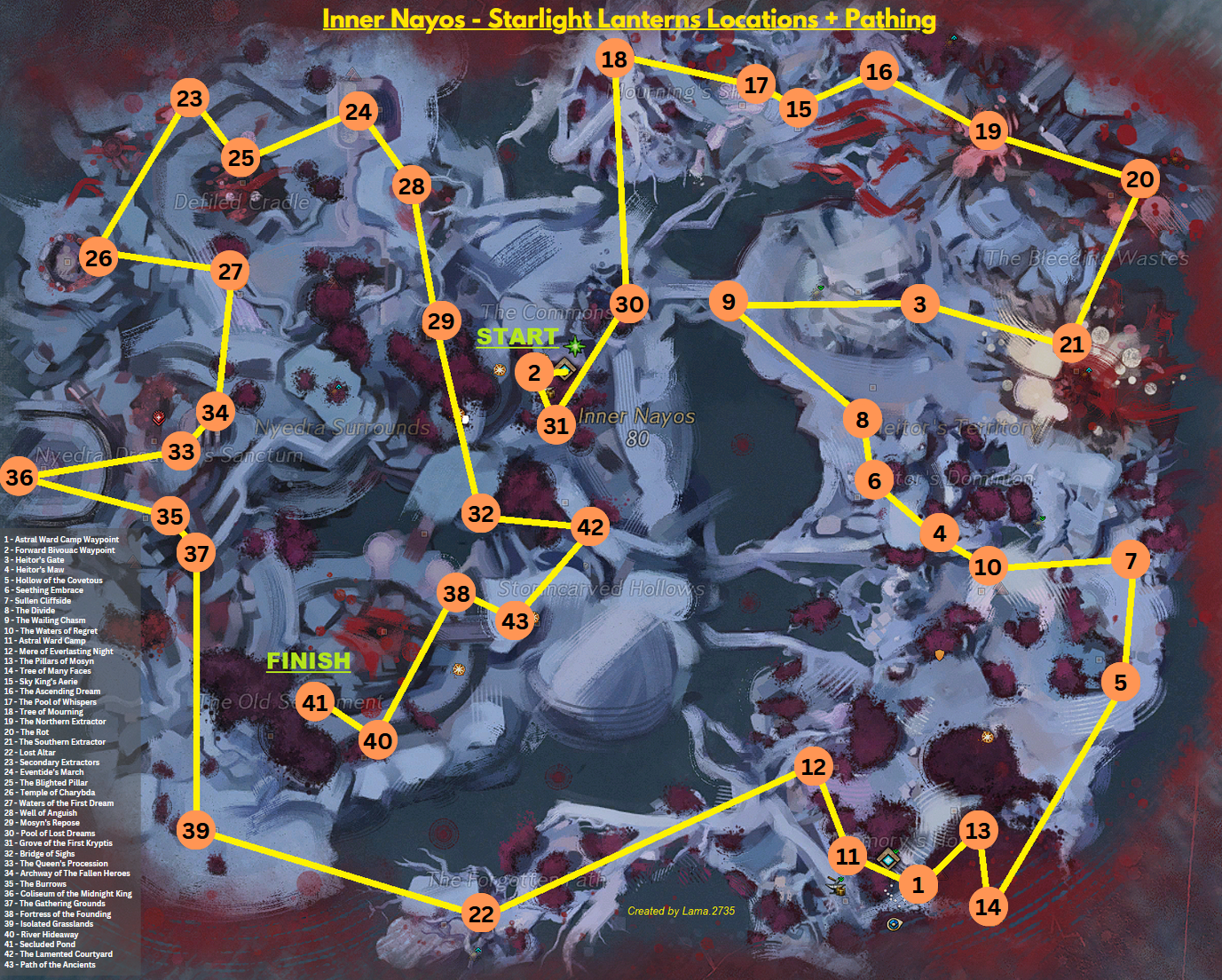
Karte der Laternen und Wege in Inner Nayos im Spiel.

### Dynamische Events
Damit ist verschiedenes Geschehen gemeint, das ständig in der gesamten Spielwelt abläuft. Es zieht zum Beispiel eine Versorgungs-Karawane quer durch Feindgebiet, und es gilt sie zu beschützen, damit sie nicht niedergestreckt wird. An anderer Stelle wird ein Menschen-Stützpunkt von feindlichen Zentauren angegriffen. Die Spieler können nun bei der Verteidigung helfen. Tun sie es nicht, nehmen die Zentauren den Stützpunkt ein und er muss später wieder zurückerobert werden, um seine Dienstleistungen wie Händler oder Schnellreise-Punkte wieder zur Verfügung zu haben. Die Art der Events ist vielfältig, ihre Schwierigkeit skaliert je nach Teilnehmerzahl und bei Vollendung erhält jeder eine Belohnung, je nachdem wie stark er beteiligt war.

### Verliese, Fraktale, Raids
Neben der offenen Welt gibt es in Guild Wars 2 noch die Verliese, auch Dungeons genannt. Hierfür wird im Vorfeld mit anderen Spielern eine Fünfer-Gruppe gebildet, die dann gemeinsam in einen der acht Schauplätze aufbricht. Diese schalten sich während des Stufenanstiegs nach und nach frei. Jedes der Verliese besitzt mehrere Modi. Zunächst beginnt man mit dem noch einfach gehaltenen Story-Modus. Darin begegnet man unterschiedlichen NPC-Helden, die man bei ihrem Abenteuer unterstützt. Die erzählte Geschichte setzt sich dabei in den verschiedenen Verliesen der Reihe nach fort. Ist der Story-Modus geschafft, schaltet sich der Erkundungs-Modus frei. Nun mit erhöhter Schwierigkeit, wählt man einen von mindestens drei Pfaden, die den Weg und die Geschehnisse bestimmen, die man erlebt.
Zusätzlich zu den „klassischen“ Dungeons gibt es noch die Fraktale der Nebel. Hier können die Spieler pro Durchlauf eins von mehreren Fraktalen auswählen. Die Fraktale stellen einzelne Bruchstücke geschichtlicher Ereignisse von Tyria dar. Man kann so mehr über die Geschichte des Kontinents erfahren und der Auswahl an möglichen Fraktalen wird gelegentlich ergänzt. Darüber hinaus steigt in diesem Verlies die Schwierigkeit von Besuch zu Besuch immer weiter an, indem man dort zunehmend mit dem Zustand Qual belegt wird. Dieser verursacht immer wieder Schaden und reduziert die Effektivität von Heilung. Man kann die Schwierigkeitsstufen, die man schon erfolgreich absolviert hat, auch wieder auswählen.
Seit Guild Wars 2: Heart of Thorns gibt es für fortgeschrittene Spieler auch die Möglichkeit in einer 10er Gruppe einem Schlachtzug beizutreten. Insgesamt gibt es derzeit 7 Schlachtzüge, welche sich jeweils in 3 Stufen untergliedern und jeweils ausschließlich durch starke Endbosse repräsentiert werden, die jeweils geschickte Strategien einer gut organisierten Gruppe erfordern.

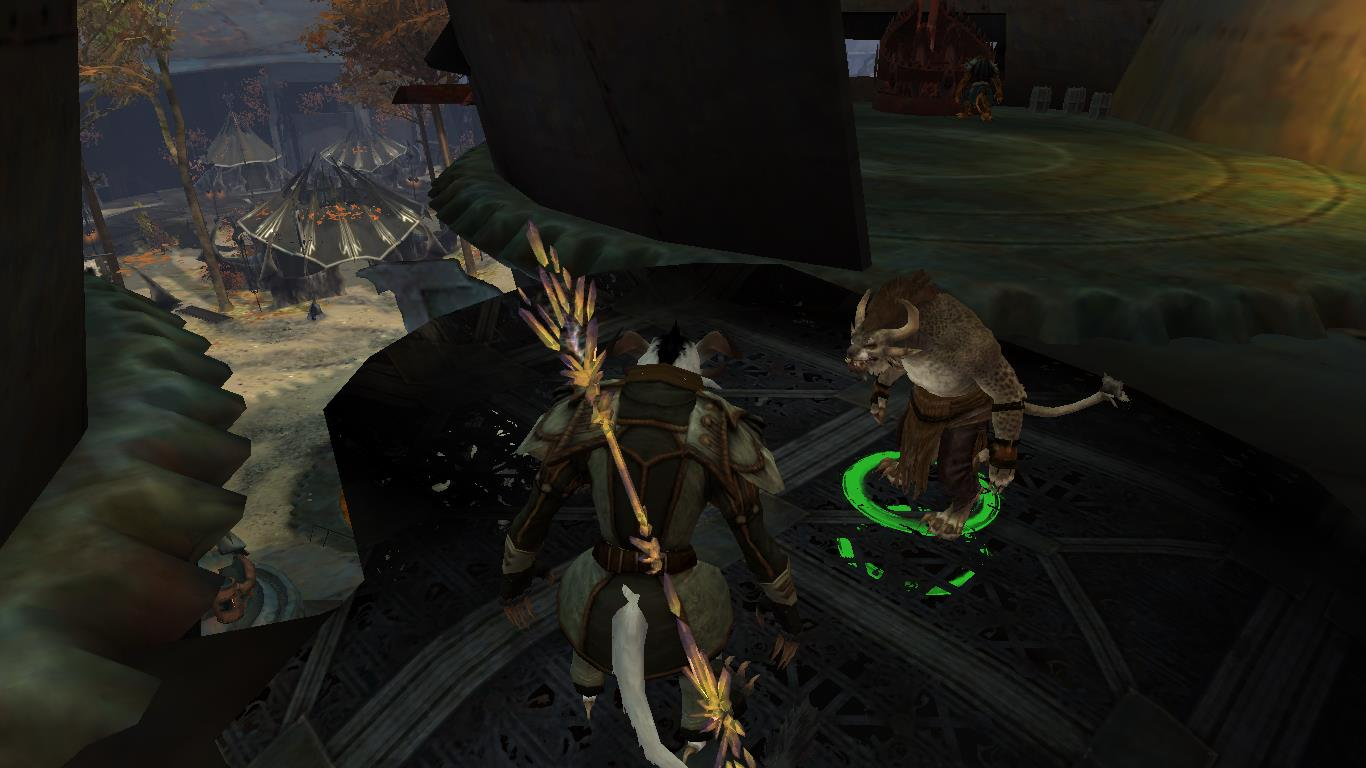
Eine Instanz und Figuren im Spiel, darunter ein „Charr“.

### Spielercharakter

#### Kampfsystem
Keiner Klasse in Guild Wars 2 ist eine spezielle Rolle nach dem verbreiteten Schaden/Heiler/Tank-Prinzip zugeschrieben. Auf eine explizite Heiler-Klasse wurde komplett verzichtet. Es ist allen Ausrichtungen möglich, je nach Geschmack des Spielers, unterschiedliche Rollen einzunehmen. Auch ein Wechsel während des Kampfes steht frei. Die zum Erreichen der Maximalstufe 80 benötigte Erfahrung ist nicht steil ansteigend, sondern erhöht sich von Stufe zu Stufe nur leicht.
Manche Fähigkeiten unterschiedlicher Klassen können miteinander reagieren und so Kombos auslösen, die besondere Effekte haben. Zum Beispiel werden Pfeile, deren Flugbahn durch einen Flammenwall verläuft, zu brennenden Pfeilen. Weiterhin gibt es die Möglichkeit Ausweichrollen auf Kosten von Ausdauer durchzuführen, um mit etwas Geschick der ein oder anderen gegnerischen Attacke zu entgehen. Fallen die eigenen Lebenspunkte doch auf Null ist der Charakter nicht sofort tot, sondern geht erst einmal geschwächt zu Boden in den sogenannten Angeschlagen-Modus. Hier erhält man vier spezielle, der gespielten Klasse entsprechende Fähigkeiten, wie z. B. mit Dreck, Steinen oder Blitzen um sich zu werfen. Schafft man es, in diesem Modus einen Gegner niederzustrecken, so rappelt man sich wieder auf und kann normal weiterkämpfen.
Darüber hinaus ist jeder Charakter, unabhängig von der Klasse, fähig, besiegte Mitspieler wiederzubeleben oder Angeschlagenen aufzuhelfen. Das alles lässt den Kampf in Guild Wars 2 sehr dynamisch werden. Es ist hilfreich flexibel zu sein, sich auch zu bewegen und auf den Gegner zu achten, anstatt nur auf den Lebensbalken und die Fertigkeiten-Leiste zu starren.

#### Völker
Der Spieler hat bei der Erschaffung seines Spielcharakters die Wahl zwischen fünf verschiedenen Völkern. Den Menschen, die ihre Größe aus alten Tagen verloren haben und nun um ihren Platz in der Welt kämpfen. Die Charr sind militärisch organisierte humanoide Katzen, die lange Zeit mit den Menschen im Krieg lagen. Sylvari sind elfenähnliche Pflanzenwesen und eine verhältnismäßig junge Rasse, die aus den Blüten des Blassen Baums hervorging, durch den sie in einem gemeinsamen Traum verbunden sind. Die gnomartigen Asura sind hochintelligente, mystische Wissenschaftler und das technologisch fortgeschrittenste Volk. Die fünfte Rasse sind die Norn. Sie sind riesenhafte, nordische Krieger, deren Lebenssinn darin besteht, zur Legende zu werden.

#### Klassen
Anschließend ist es möglich, sich für eine von neun Charakterklassen zu entscheiden. Ingenieure arbeiten mit allerhand Gerätschaften wie Granaten, Bomben, Werkzeuggürteln und stationierbaren Waffentürmen. Die in den dunklen Bereichen der Magie bewanderten Nekromanten verfluchen ihre Gegner, rufen untote Diener herbei und entziehen Lebenskraft. Diebe agieren mit List und Tarnung, verbergen sich vor ihrem Ziel und greifen blitzschnell aus dem Schatten an. Elementarmagier kanalisieren Feuer, Wasser, Luft und Erde, um die Naturgewalten gegen ihren Feind zu richten. Krieger bedienen sich einer großen Waffenvielfalt und ihrer Kraft, um auf dem Schlachtfeld zu überzeugen. Waldläufer machen sich ihre Naturkenntnis zu Nutze und ziehen mit verschiedenen Tiergefährten in den Kampf. Mesmer sind Magier, die durch Trug und Illusion mit der Wahrnehmung ihrer Kontrahenten spielen. Die ritterlich anmutenden, tugendhaften Wächter, sind Kämpfer, die sich auch Magie zu Nutze machen. Mit der ersten Erweiterung Heart of Thorns kamen noch die Widergänger hinzu. Sie kanalisieren Magie und Macht vergangener Legenden, um sich deren Fähigkeiten zu Nutze zu machen.

### Spieler gegen Spieler (PvP)

#### Strukturiertes PvP (sPvP)
Alle Spieler werden hier auf Maximalstufe angehoben und erhalten alle Fertigkeiten sowie die Ausrüstung zur Verfügung gestellt. Das soll sicherstellen, dass niemand einen Vorteil aufgrund aufwendig erspielter Ausrüstung hat. Alle Charaktere sollen sich ebenbürtig sein, sodass es primär auf die spielerischen Fähigkeiten des Einzelnen ankommt. Auf einigen der verschiedenen Karten gibt es, zusätzlich zum eigentlichen Kampf gegen die Spieler, noch sekundäre Ziele wie Triböcke, zerstörbare Objekte oder riesige Drachen, welche Teile der Karte bombardieren und so die Umgebung verändern und sogar Spieler töten können.
Ausgangspunkt des sPvP ist eine Lobby, genannt das „Herz der Nebel“. Hier können Spieler während der Wartezeit auf ein Match ihre Fertigkeiten an Übungsgegnern verbessern. Diese Gegner sind jeweils spezialisiert für einen Bereich des PvPs, wie zum Beispiel das Ausweichen.
Die eigentlichen Matches unterteilen sich in Matches mit und ohne Rangwertung.
In beiden Modi treffen zwei 5-Spieler starke Teams aufeinander und müssen kartenabhängige Objekte einnehmen und halten.
In Spielen ohne Rangwertung geht es vor allem um das Testen neuer Builds und das Verfeinern von Spielstrategien.
In Spielen mit Rangwertung können sich die Spieler innerhalb einer Saison in Ligen platzieren und so extra Belohnungen erhalten. Hier ist der entscheidende Faktor die Fähigkeitsbewertung der Spieler, welche sich nach jedem Match verändert.

#### Welt gegen Welt (WvW)
In diesem Modus treten drei Welten (Server) auf vier großen Karten gegeneinander an und kämpfen dort eine Woche lang um die Vorherrschaft über verschiedene Ressourcen, Festungen und Lager. Hier ist es wichtig, sich zu organisieren und taktisch klug zu handeln. Die Lage auf den Karten wird in regelmäßigen Abständen abgefragt, am Ende ausgewertet und auf Basis davon werden schließlich neue Gegner zugewiesen. Der Charakter behält seine Ausrüstung und Fertigkeiten aus dem PvE, wird allerdings auf Maximalstufe angehoben. In diesem Bereich erhält man auch Erfahrung und Beute von Gegnern. Es handelt sich also um eine Mischform aus PvP und PvE.

## Handlung

### Bücher zum Spiel
Um eine Vorstellung davon zu vermitteln, was in den 250 Jahren zwischen dem ersten Guild Wars und Guild Wars 2 geschah, erschienen drei Bücher im Panini Verlag. Das sind nach Reihenfolge der Veröffentlichung Die Geister von Ascalon, Die Herrschaft der Drachen und Das Meer des Leids. Die chronologische Reihenfolge ist genau umgekehrt.

### Geschichte des Grundspiels
Wie die Handlung genau aussieht, die jeder einzelne Charakter im Spiel durchlebt, ist immer wieder von Entscheidungen abhängig, die man als Spieler treffen muss. Die Grundlagen der Geschichte werden bereits bei der Charaktererstellung gelegt. Angefangen durch die Wahl der Rasse und die Möglichkeit einige Aspekte seiner Biografie festzulegen. Die Frage kann zum Beispiel lauten, ob man auf der Straße oder in einem Adelshaus aufgewachsen ist, wodurch sich die Einstiegs-Missionen verändern. Auch im weiteren Verlauf des Spiels wird man regelmäßig vor Wahlmöglichkeiten gestellt, die sich auf das weitere Geschehen der Geschichte auswirken.
Der Einstieg
Der Charakter muss sich in der Persönlichen Geschichte zunächst mit den Schwierigkeiten auseinandersetzen, die die einzelnen Rassen belasten. Die Charr werden von der Flammenlegion bedroht, von der sie einst beherrscht wurden. Den Asura macht die Inquestur zu schaffen, die ihre Forschung über jede Moral stellt. Bei den Norn sind es die Söhne Svanirs, die die Verderbnis des Alt-Drachen Jormag verbreiten wollen. Die Menschen befinden sich im Krieg mit den Zentauren und die Sylvari müssen den Albtraumhof in die Schranken weisen, der den gemeinsamen Traum mit boshaften Gedanken vergiften will.
Die Orden
Nachdem man sich dadurch einen Namen gemacht und einige persönliche Dinge geklärt hat, wird man von einem der tyrianischen Orden rekrutiert. Den Forschern der Abtei Durmand, den Agenten des Ordens der Gerüchte oder den Kämpfern der Wachsamen, die alle drei auf ihre Weise versuchen, gegen den Alt-Drachen Zhaitan und seine Armeen aus Untoten vorzugehen. Es gilt nun, verschiedene Missionen für den gewählten Orden zu bestreiten und auf der Suche nach Möglichkeiten gegen den Feind vorzustoßen.
Der Pakt
Hat man sich den Respekt der jeweiligen Organisation erarbeitet, wird der Anstoß gegeben, sich mit den anderen Orden zusammenzutun, um Kräfte zu bündeln und gemeinsam stärker dazustehen. Der Pakt wird aus der Taufe gehoben. Zusammen entwickelt man neue Technologien und Kampfmöglichkeiten. Mit dem Fort der Dreifaltigkeit wird ein gemeinsamer Stützpunkt am Rande von Orr errichtet, dem ehemals versunkenen Reich, das Zhaitan bei seinem Aufstieg mit sich aus dem Meer aufsteigen ließ.
Arah
Vom Fort aus kämpft man sich durch die verdorbenen Landschaften von Orr, auf der Suche nach Möglichkeiten den Feind zu schwächen. Die gemeinschaftlich entwickelte Technik wird im Kampf erprobt und Informationen über den Alt-Drachen beschafft. Dann letztlich, angekommen in den Ruinen der einstigen Hauptstadt Arah, setzt man zum finalen Schlag gegen Zhaitan an.

### Die Lebendige Welt
ArenaNet veröffentlicht immer wieder Inhalts-Updates, genannt die Lebendige Welt. Darin wird das Geschehen rund um Tyria und seine Bewohner weitererzählt und die Spielwelt immer wieder nachhaltig verändert. Ebenfalls werden jährlich wiederkehrende Festtags-Events zelebriert. Dazu gehören unter anderem der Wintertag zur Weihnachtszeit oder die Festlichkeiten des Verrückten Königs zu Halloween.
Den Kern der Lebendigen Welt bildet eine in Episoden und Staffeln angelegte Erzählweise nach dem Vorbild großer Fernsehserien. Man baut dabei also auf eine größere Rahmenhandlung, die sich erst mit der Zeit vollständig erschließt. Seit Beginn der Staffel 3 hält ArenaNet hier ein selbst gesetztes Ziel von 2–3 Monaten Abstand zwischen den Veröffentlichungen ein. Enthalten sind für gewöhnlich eine neue erforschbare Karte und die nächste Episode der fortlaufenden Handlung. Die Episoden sind wiederholbar und beinhalten keine temporären Inhalte mehr.

## Entwicklung

### Philosophie
Bereits bei der Entwicklung von Guild Wars war es ArenaNet wichtig, sich nicht an der Konkurrenz zu orientieren und einfach erfolgreiche Konzepte zu kopieren. Vielmehr legte man Wert darauf, sich davon frei zu machen und innovativ zu sein. Auch, wenn das hieß, etwas zu riskieren, sollte dennoch ein eigener Weg gefunden werden.
Als dann im ersten Guild Wars alle Möglichkeiten zum Experimentieren ausgeschöpft waren, entschied man sich bei ArenaNet, einen Nachfolger zu produzieren. In Guild Wars 2 wollte man noch viel tiefgreifender mit den vorherrschenden Mechaniken aufräumen und das nach eigener Ansicht „innovationslose“ Geschäftsfeld der MMOs mit neuen Ideen wieder in Schwung bringen.

### Veröffentlichung

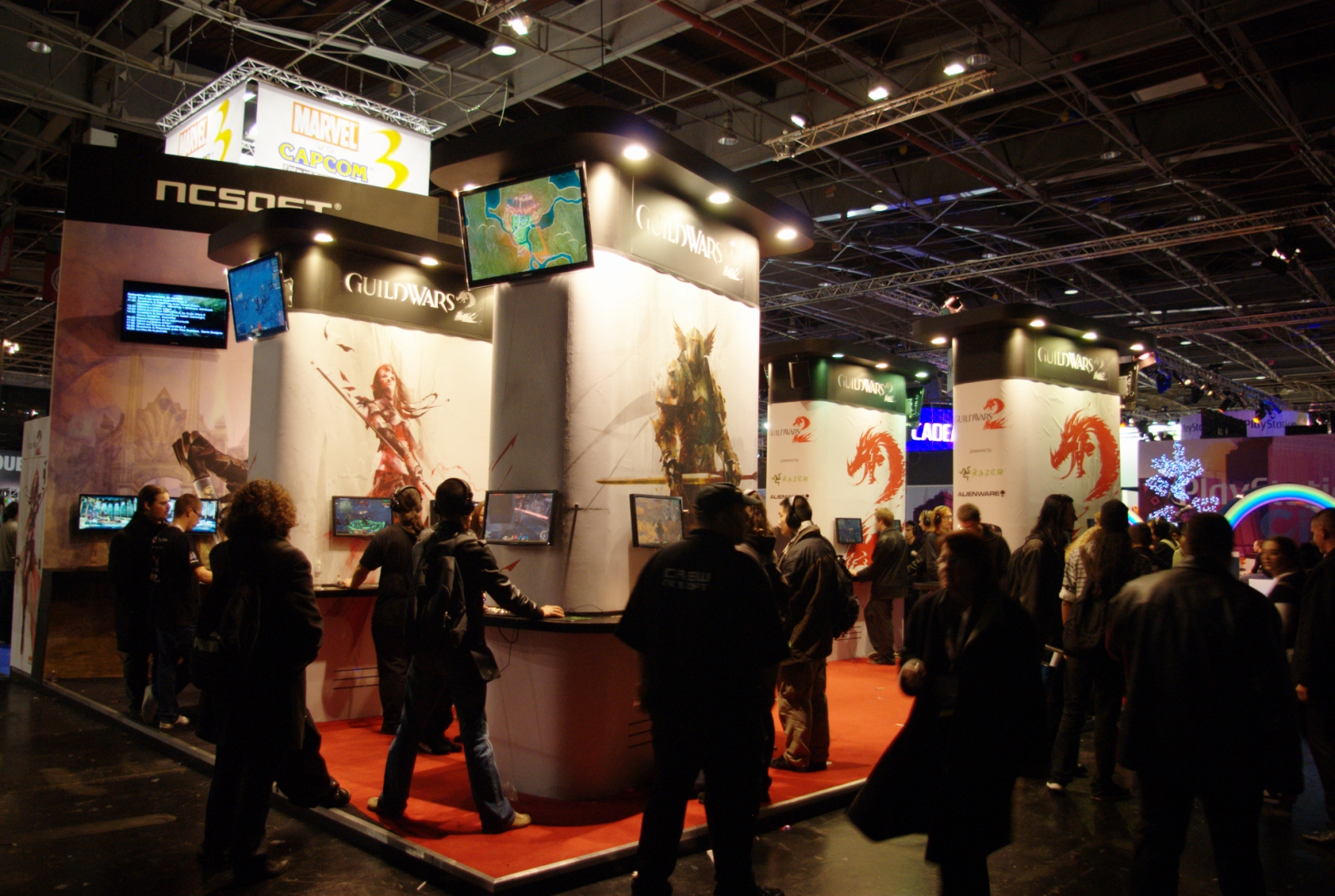
Stand von NCSoft auf der Paris Games Week 2010

Die erste Ankündigung zur Entwicklung von Guild Wars 2 gab es schon im Jahr 2007. Für das Jahr 2009 war zunächst die Veröffentlichung angedacht. Allerdings wurde der Zeitpunkt später immer weiter nach hinten verschoben. Grund dafür war die Firmenpolitik von ArenaNet. Ein fester Termin für die Veröffentlichung wurde bis kurz davor nicht offiziell genannt. Eine von ArenaNet in dieser Zeit oft benutzte Phrase auf die Frage nach einem Termin war „when it's done“ (engl. wenn es fertig ist). Man wollte sich nicht unter Druck setzen, um letztlich ein unfertiges Spiel veröffentlichen zu müssen.
Den Besuchern der Gamescom 2010 war es dann erstmals möglich, eine Demo von Guild Wars 2 anzuspielen. Im Jahr 2011 fanden dann geschlossene Alpha- und Betatests statt. Im Februar 2012 hatten ausgewählte Pressevertreter die Möglichkeit, an Betatests teilzunehmen und die Anmeldung zu den öffentlichen Betatests wurde freigegeben. Diese blieb 50 Stunden lang bis Erreichen der Millionenmarke offen. Im April 2012 wurde mit dem Vorverkauf begonnen. Besitzer der Vorverkaufs-Version konnten an gelegentlich stattfindenden Beta-Events teilnehmen und bereits drei Tage vor offiziellem Spielstart spielen.
Ende Juni 2012 wurde dann schließlich die Veröffentlichung für den 28. August 2012 bekannt gegeben. Bereits zwei Tage nach Veröffentlichung stellte ArenaNet freiwillig den Verkauf der von ihnen vertriebenen digitalen Version vorübergehend ein und stoppte die Belieferung der Händler. Begründet wurde dies mit der starken Nachfrage und dem Wunsch, den Spielern das bestmögliche Spielerlebnis garantieren zu können. Nach nur zwei Wochen konnte sich Guild Wars 2 trotzdem weltweit über zwei Millionen Mal verkaufen. Bis zum Januar 2013 wurden mehr als drei Millionen verkaufte Einheiten erreicht.
Im September 2012 wurde der offizielle Support von Mac OS X Lion für Guild Wars 2 angekündigt und gleichzeitig eine Betaversion des Spieleclients zum Download zur Verfügung gestellt. Seit Anfang 2021 ist das Spiel nicht länger unter macOS spielbar. Gründe für die Einstellung des Clients sind laut des Entwicklers der Wechsel der Prozessorarchitektur bei den Macs und die Einstellung der Unterstützung der durch Guild Wars 2 genutzten Grafik-API OpenGL in zukünftigen Versionen des Betriebssystems.

### Soundtrack
Der zum Release im Spiel vorhandene Soundtrack füllt insgesamt vier CDs und stammt vom Komponisten Jeremy Soule, der für seine Computer- und Videospielmusik bekannt ist. Als Erstes veröffentlicht wurde der von der Künstlerin Asja gesungene Song Fear Not This Night. Ree Soesbee, eine der leitenden Game Designerinnen von ArenaNet, schrieb den Text des Liedes, der symbolisch für die im Spiel durchlebte Geschichte stehen soll.
Später hat sich der Komponist anderweitig exklusiv verpflichtet, sodass ArenaNet mittlerweile eigenes Personal für Kompositionen beschäftigt. Die Musik kann so immer wieder speziell für die neuen Szenerien geschrieben werden. Teile des neueren Soundtracks wurden in Deutschland vom Orchester des Carl Philipp Emanuel Bach Konzerthauses in Berlin aufgenommen. ArenaNet hat einen eigenen SoundCloud-Kanal auf dem die Kompositionen zur Verfügung gestellt werden.

## Erweiterungen

### 1. Erweiterung: Heart of Thorns
Am 23. Oktober 2015 wurde die erste Erweiterung für das Spiel veröffentlicht, die den Titel Guild Wars 2: Heart of Thorns trägt. Sie ist ein geistiger Erbe von Guild Wars Utopia, einer für den Vorgänger geplanten Erweiterung, die jedoch zugunsten von Guild Wars 2 verworfen wurde. Die Spielwelt wird mit Heart of Thorns um den Maguuma-Dschungel erweitert, was auch einige Neuerungen bei den Charakterklassen, neue Spielelemente und weitere Funktionen mit sich bringt.

#### Maguuma-Dschungel
Die Karten, die mit der Erweiterung hinzukommen, sind von den Wurzeln bis zu den Baumwipfeln in mehrere Ebenen unterteilt. Das Eventsystem der einzelnen Gebiete ist jeweils einer speziellen kartenweiten Mechanik, wie z. B. eines aufeinander aufbauenden Tag-Nacht-Zyklus', unterworfen.
Die neuen Spielgebiete befinden sich in Maguuma, einem mysteriösen und wenig erforschten Dschungel. Erzählerisch sieht man sich Mordremoth gegenüber, dem zweiten der sechs Alt-Drachen. Er ist Herr über den Maguuma-Dschungel und mächtig genug, dass er die Pakt-Flotte bei einem ersten Vorstoßversuch einfach zerstören konnte. Wie man in Staffel 2 der lebendigen Welt erfährt, stammt sogar die spielbare Rasse der Sylvari von ihm ab.

#### Erweiterte Charakterentwicklung

##### Elite-Spezialisierungen
In Vorbereitung auf die Erweiterung hat ArenaNet das bisherige Eigenschaftssystem durch die sogenannten Spezialisierungen ersetzt, die eine Weiterentwicklung des alten Systems darstellen. Es werden seitdem nicht länger Punkte in die verschiedenen Eigenschafts-Linien verteilt. Diese wurden in Spezialisierungen umgewandelt, von denen man, je nach Stufe, bis zu drei einfach komplett auswählt und mit einigen wählbaren Eigenschaften modifiziert.
Mit Erscheinen von Heart of Thorns wurde dann für jede Charakterklasse eine zusätzlich erlernbare Elite-Spezialisierungen eingeführt, die anstelle einer der anderen ausgewählt wird. Diese besonderen Elite-Spezialisierungen gewähren der jeweiligen Klasse Kontrolle über eine bisher nicht benutzbare Waffe, verschaffen dadurch neue Fähigkeiten und verändern oder ersetzen darüber hinaus auch die jeweiligen Klassenmechaniken.

##### Der Widergänger
Der Widergänger ist eine neue Charakterklasse, die mit Erscheinen der Erweiterung für neue erstellte Charaktere verfügbar wird. Er ist ein schwer gerüsteter Kämpfer, der Legenden der Vergangenheit beschwören kann, um deren Fähigkeiten zu erlangen. Je nachdem, welche der Legenden er gerade verwendet, ändert sich die Ausrichtung dieser Klasse grundlegend.

##### Beherrschungssystem
Die Beherrschungen sind ein System, das dafür gedacht ist, sich bestimmte Fähigkeiten und Kenntnisse zu erspielen, die benötigt werden, um speziell in den neuen Arealen des Maguuma Dschungels zu bestehen und seine Geheimnisse aufdecken zu können. Das beinhaltet Dinge wie Gleitschirmfliegen oder die Benutzung von Sprungpilzen, was ansonsten unerreichbare Bereiche zugänglich macht. Es umfasst aber auch das Erlernen fremder Sprachen der im Dschungel lebenden Kulturen, was benötigt wird, um deren Geschichte und Geheimnisse zu ergründen.

#### Neue Gruppeninhalte

##### Gildenhallen
Die Möglichkeiten zur Gildenorganisation werden mit der Erweiterung ebenfalls erweitert. Die neu eingeführten Gildenhallen sollen vielmehr ganze Karte in der Spielwelt sein, die man für seine Gilde aus Feindeshand erobert. Anschließend kann man dort Dekoration aufstellen und verschiedene Bauten errichten, die man dann für eigene Turniere, Waffenherstellung oder gemütliches Zusammensein verwenden kann.

##### Schlachtzüge (Raids)
Für anspruchsvolle Spieler hat ArenaNet die Schlachtzüge konzipiert. Darunter versteht man einen instanziierten Bereich des Spiels, der in Sachen Taktik und Gruppendynamik besonders fordernd sein soll. In Guild Wars 2 tritt man das besser unter dem englischen Namen Raid bekannte Spielelement mit einer Gruppe von zehn Spielern an.

##### Festung (PvP)
Das PvP wird mit der Erweiterung um den Modus Festung (englisch Stronghold) ergänzt. Hierbei treten zwei (Gilden-)Teams gegeneinander an, um die gegnerische Befestigung einzunehmen und sich in der Gilden-Rangliste nach oben zu kämpfen.

### 2. Erweiterung: Path of Fire
Am 22. September 2017 wurde die zweite Erweiterung für Guild Wars 2 veröffentlicht. Sie trägt den Namen Guild Wars 2: Path of Fire und führt den Spieler in die Kristallwüste, um gegen den skrupellosen Kriegsgott Balthasar zu ziehen. Neue Inhalte sind neben fünf neuen großen Gebieten und einem neuen Raid in der mystischen Schmiede auch neue Elite-Spezialisierungen für alle Klassen und über die Beherrschungen freispielbare Reittiere.

### 3. Erweiterung: End of Dragons
Am 28. Februar 2022 erschien die Erweiterung „End of Dragons“. Die Geschichte des dritten Addons spielt sich im asiatisch angehauchten Land Cantha ab, welches bereits Schauplatz von „Guild Wars Factions“ war. Es existieren nunmehr vier neue Karten mit eigenem Endboss, die Belagerungsschildkröte ist als Reittier hinzugekommen, jede Klasse hat eine neue Elite-Spezialisierung und es wurde ein vollständiges neues legendäres Waffenset veröffentlicht.

### 4. Erweiterung: Secrets of the Obscure
Die vierte Erweiterung des MMORPG nennt sich "Secrets of the Obscure" und erschien am 22. August 2023. In drei aufeinanderfolgenden Veröffentlichungsabschnitten wurde das Spiel um Inhalte und Storybögen erweitert, die sich auf die Welt im Himmel Tyrias fokussieren.

## Rezeption

### Bewertungen
In der deutschen Presse wurde Guild Wars 2 durchweg hoch bewertet. Großen Anklang fand dabei die lebendige Spielwelt in Kombination mit dem künstlerisch wirkenden Grafikdesign und der abwechslungsreichen Landschaft. Ebenfalls positiv aufgenommen wurde die Vielfalt der zur Verfügung stehenden Aufgaben und deren Aufbau in Form von Events. Auch das dynamische Kampfsystem wusste zu gefallen.

„ArenaNet hat das Kunststück vollbracht, mit einfachen, aber effektiven Mitteln dafür zu sorgen, dass sich der umfangreiche Ausflug in den Fantasy-Vergnügungspark Tyria gleichermaßen vertraut wie neu anfühlt.“

„ArenaNet hat eine riesige, lebendige Welt für Entdecker geschaffen, unzählige Geschichten und Figuren eingewoben und das Ganze mit einem Gameplay-Konzept versehen, das allen Spielern eine gleichberechtigte Teilhabe ermöglicht.“

„Guild Wars 2 ist auch nach fast zwei Jahren immer noch ein faszinierendes Spiel, in das die Entwickler nach wie vor unglaublich viel Arbeit und Energie stecken.“

Bemängelt wurden lediglich die teils mangelhafte Qualität der deutschen Synchronisation, Schwankungen im Schwierigkeitsgrad oder gelegentliche, besonders bei größeren Spieler-Ansammlungen auftretende Performance-Probleme.

„...ArenaNet erlaubte sich ... einige Schnitzer wie etwa bei der Balance in Sachen Schwierigkeitsgrad.“

„...die Vertonung ist unterdurchschnittlich geraten – manche Sprecher sind kaum zu ertragen.“

### Auszeichnungen
- Gewinner der Kategorie Online-Games auf der Gamescom 2010[55]
- Publikumspreis (Prix du Public) auf der Paris Games Week 2011[56]
- Game of the Show auf der Eurogamer Expo 2011[57]
- People’s Choice Award 2012 von IGN Deutschland[58]
- Gewinner des BÄM! Most Wanted: PC 2012[59]
- Most Innovative 2012 der Players’ Choice Awards von MMORPG.com[60]
- MMO Spiel des Jahres 2012 von IGN US[61]
- Bestes Computerspiel 2012 der Time[62]
- Bestes Computerspiel 2012 von GameSpot[63]